# Sikassaare
Koordinaten: 58° 17′ N, 22° 30′ O

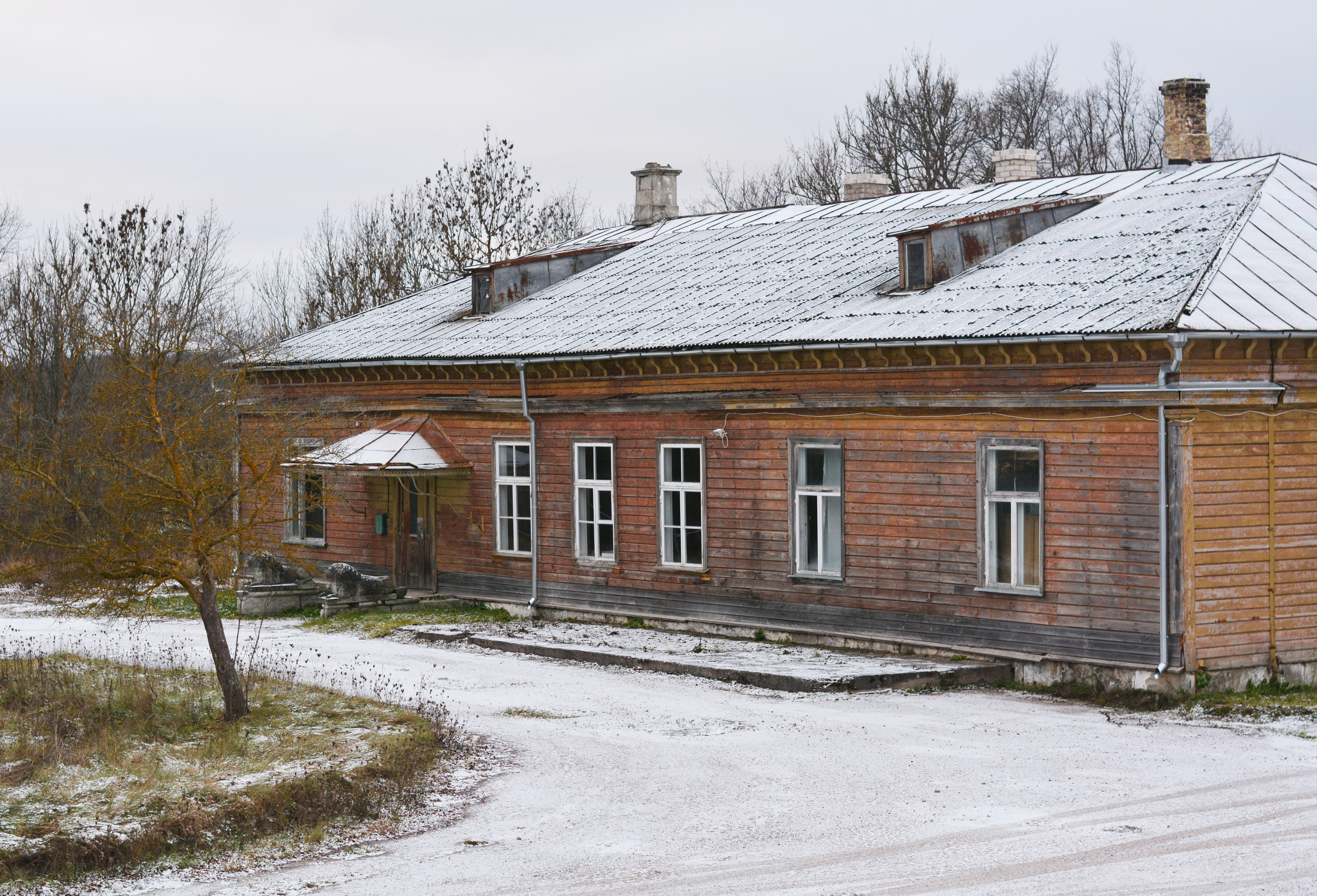
Herrenhaus von Sikassaare

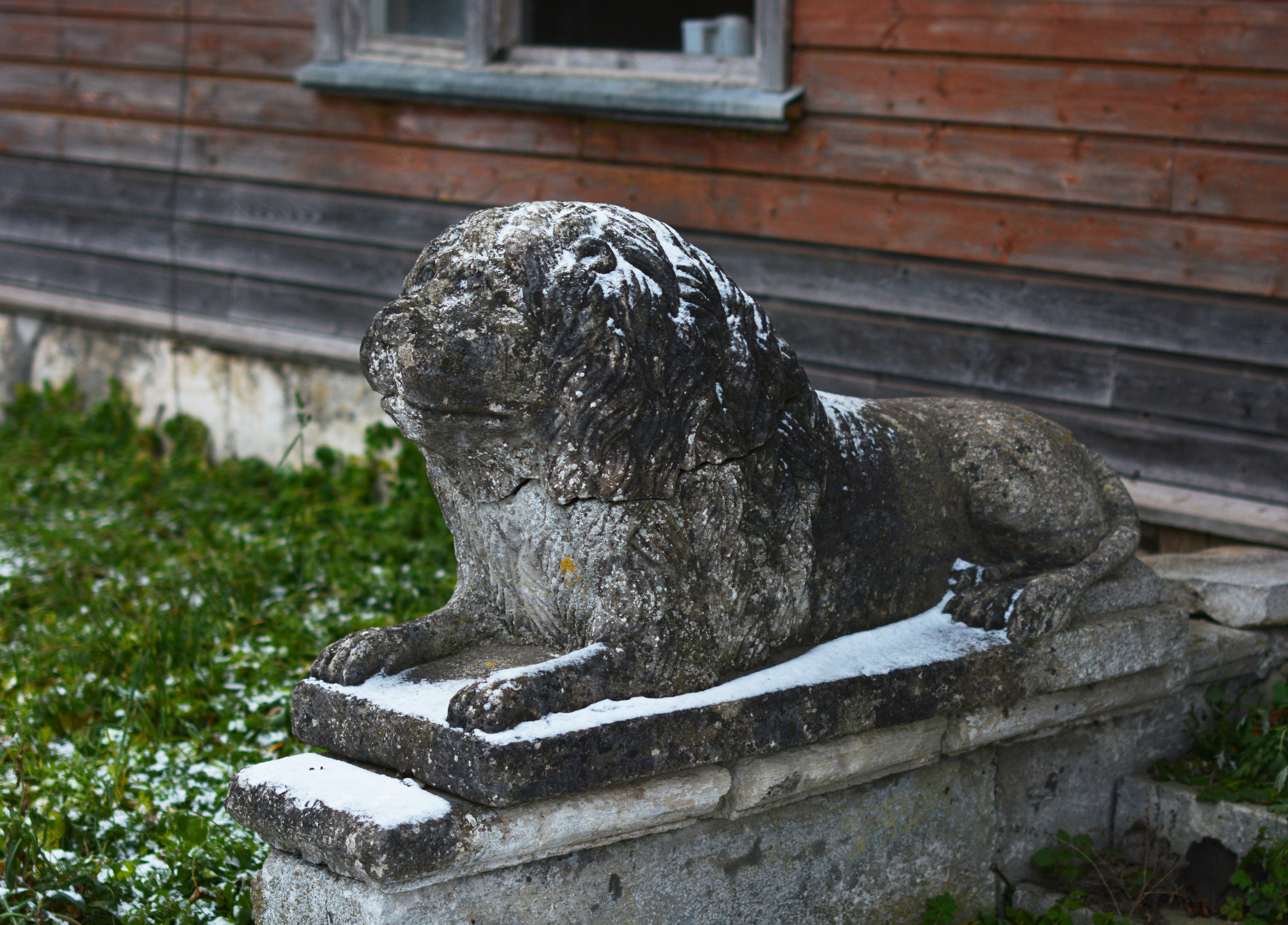
Löwenfigur am Eingang

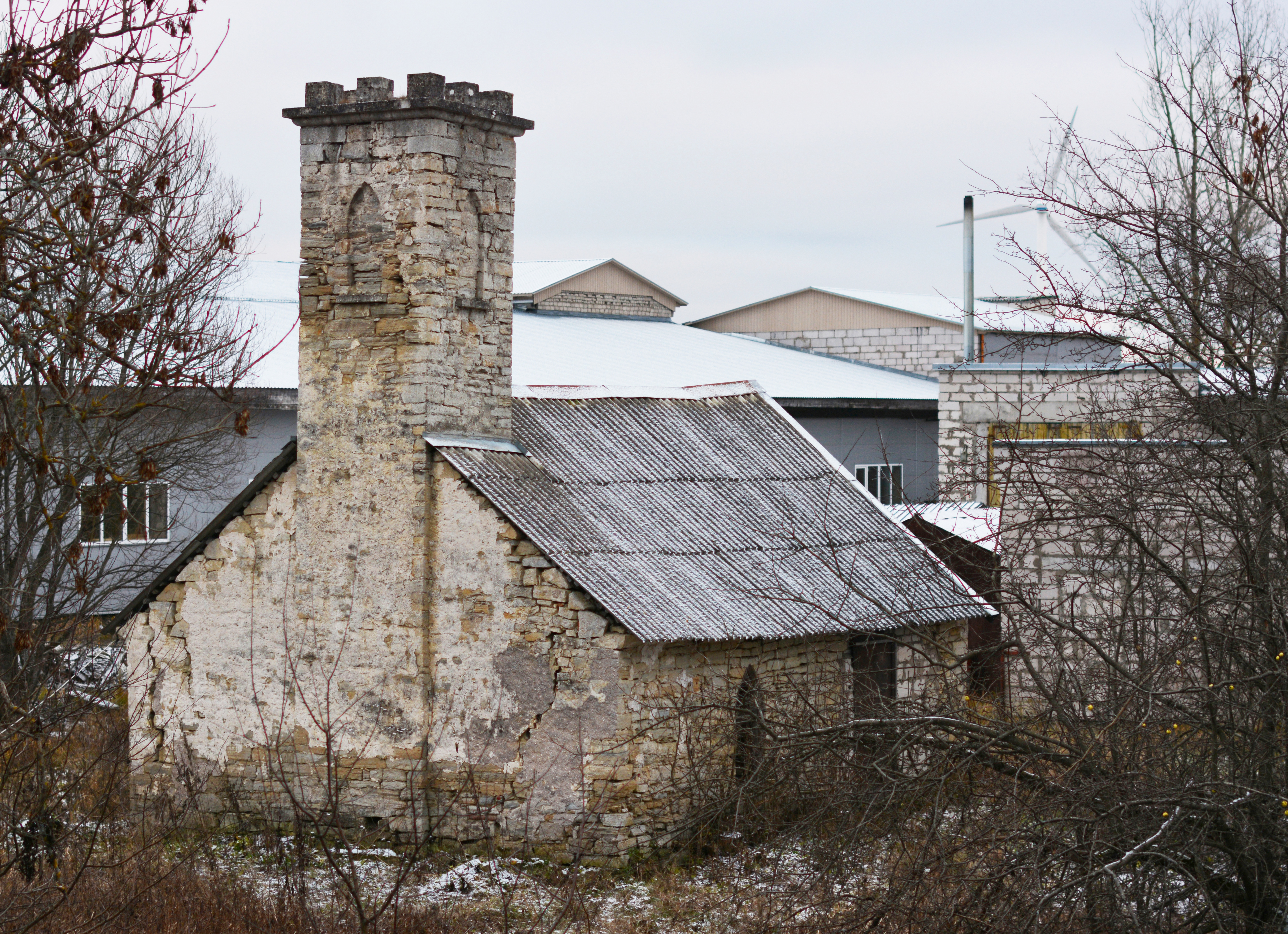
Alte Schmiede

Sikassaare (deutsch Siksar) ist ein Dorf (estnisch küla) auf der größten estnischen Insel Saaremaa. Es gehört zur Landgemeinde Saaremaa (bis 2017: Landgemeinde Lääne-Saare) im Kreis Saare.

## Einwohnerschaft und Lage
Das Dorf hat 49 Einwohner (Stand 1. Januar 2016). Seine Fläche beträgt 4,54 km².
Der Ort liegt am nordöstlichen Stadtrand der Inselhauptstadt Kuressaare.

## Gutshof
Der Gutshof Siksaar wurde erstmals 1690 urkundlich erwähnt. Er wurde auch Solitüde genannt. Mitte des 18. Jahrhunderts wurde das Anwesen zum eigenständigen Gut.
Das einstöckige Herrenhaus aus Holz wurde im 19. Jahrhundert im Stil des Klassizismus errichtet. Es dient heute als Wohnhaus. Erhalten geblieben sind auch einige Nebengebäude. Stilvoll ausgestaltet wurde unter anderem die ehemalige Scheune aus Stein vom Ende des 19. Jahrhunderts; die Überdachung des Mittelteils wird in den strengen Formen des Nachklassizismus von zwei Paaren Rundpfeilern mit dorischen Kapitellen gestützt.
Letzte Eigentümerin des Guts vor der Enteignung im Zuge der estnischen Landreform 1919 war die deutschbaltische Baronin Martha von Stackelberg.